# Bündner Zeitung (1975–1997)
Die Bündner Zeitung war eine Tageszeitung mit breitem Meinungsspektrum für Graubünden im Verlag der Gasser AG in Chur. Sie erschien von 1975 bis 1997 als Nachfolgerin der demokratischen Neuen Bündner Zeitung und des freisinnigen Freien Rätiers. 1997 wurde aus ihr die Regionalausgabe Graubünden der neuen Zeitung Südostschweiz. – Für die gleichnamige Zeitung aus dem 19. Jahrhundert siehe Bündner Zeitung (1830–1858).

## Geschichte

### «Der Freie Rätier» sucht in Krise Gespräch mit politischer Konkurrenz
Der Freie Rätier beanspruchte spätestens seit 1968 Finanzspritzen aus den Kreisen der Freisinnig-demokratischen Partei Graubünden. Aber diese Zuschüsse reichten nicht aus für dringend nötige Investitionen. Die missliche Lage veranlasste die Freisinnigen, 1973 Gespräche aufzunehmen mit dem früheren politischen Gegenspieler, der Demokratischen Partei Graubünden und der «Gasser & Eggerling AG» (nachmals Gasser AG), dem Verlag der demokratisch geprägten Neuen Bündner Zeitung, die in den Jahren zuvor ungleich erfolgreicher gewirtschaftet hatte. 

### Parteiunabhängige «Bündner Zeitung» wird entworfen
In erstaunlich reibungslos verlaufenen Verhandlungen einigten sich die Beteiligten darauf, den 107-jährigen «Freien Rätier» zu Grabe zu tragen. Gleichzeitig wurde die «Neue Bündner Zeitung» per 1. Januar 1975 in «Bündner Zeitung» umbenannt. Diese sollte fortan weder ein demokratisches, noch ein freisinniges Organ sein. Ein neues Redaktionsstatut erlaubte der Redaktion, parteiunabhängig, also auch parteikritisch zu berichten. Allerdings wurde in der «Bündner Zeitung» eine Forumseite geschaffen, auf der alle bedeutsamen Parteien Graubündens Beiträge veröffentlichen durften. Mit dieser einvernehmlichen Lösung konnten sich die Freisinnigen einverstanden erklären, da sie dank der hohen Auflage der «Bündner Zeitung» weit mehr Leser erreichen würden als zuvor mit dem «Freien Rätier». So gingen im August 1974 die Verlagsrechte am «Freien Rätier» an die «Gasser & Eggerling AG». Der Kaufpreis wurde nicht kommuniziert. Vom Parteienforum der «Bündner Zeitung» profitierten in den Folgejahren auch die Bündner Sozialdemokraten, die zuvor kein namhaftes Presseorgan besassen und winzig geblieben waren, nun aber zu einer gewissen Stärke fanden.

### Pressemonopol befürchtet
In den 1970er Jahren führten verschiedene Zeitungsfusionen in der Schweiz zu Debatten über die Pressekonzentration. So wandte sich die «Neue Bündner Zeitung»  am 1. August 1974 in einem langen, merkwürdigerweise nicht unterzeichneten Frontartikel an ihre Leser, um die Ängste vor einem Bündner Pressemonopol zu verflüchtigen. Es wurde darauf hingewiesen, dass in Graubünden 19 Zeitungen erschienen. Zitiert wurde auch der damalige Schweizer Preisüberwacher, Alt-Nationalrat Leo Schürmann (CVP), der die Meinung vertrat, «eine starke und überlebensfähige Regionalpresse dürfe sich nicht in viele Titel und Kleinredaktionen aufsplittern. Vielmehr bedürfe es einer Konzentration, damit der staatsbürgerliche Auftrag, der der Regionalpresse aufgetragen ist, erfüllt werden könne.» Im Weiteren wurde an die lokalpatriotischen Instinkte appelliert, indem die Gefahr beschworen wurde, die Bündner Presse könnte von Medienunternehmen aus dem «Unterland» verdrängt oder von ihnen aufgekauft werden. So fänden einige ausserkantonale Titel bereits grösseren Absatz als zuvor der «Freie Rätier».

### «Neue Bündner Zeitung» vs. «Freier Rätier»: Ein langer Kampf
Mit der Integration des «Freien Rätiers» hatte die «Neue Bündner Zeitung» einen 82 Jahre währenden Konkurrenzkampf gewonnen. Die Gründe dafür sind politischer und publizistischer Art. Die «Neue Bündner Zeitung» kämpfte seit 1919 auf Seiten der oppositionellen Demokraten, was ihr ein engagiertes Profil verlieh und sie schon in den 1920er Jahren zum Recherchierjournalismus brachte. Der «Freie Rätier» hingegen verschloss die Augen vor den Klüngeleien der wirtschaftsnahen Freisinnigen, deren Sprachrohr er war, und verlor sich in beschwichtigendem Festreden-Stil. Auch publizistisch war der «Freie Rätier» nicht in der Lage, auf die wachsende Konkurrenz durch das Fernsehen zu antworten, was hingegen der «Neuen Bündner Zeitung» gelang, indem sie konsequent ihren Regionalteil ausbaute, Unterhaltungsseiten einführte und produktions-technisch vom Morgen- auf den Nachtdruck umstellte, wodurch der Aktualitäts-Rückstand auf die Live-Berichte von Radio und Fernsehen verkleinert wurde. Insbesondere auch das sich in Bau befindende moderne Druck- und Redaktionszentrum der «Gasser AG» an der Kasernenstrasse in Chur mag den Kreis um den «Freien Rätier» zur Aufgabe bewegt haben.

### Demokraten und Freisinnige erhalten Einsitz in Redaktionsleitung
Die verbliebenen Redaktoren des «Freien Rätiers», Daniel Witzig und Carl Bieler, wechselten in das Team der «Bündner Zeitung». Das neue Redaktionsstatut gewährte den Demokraten und den Freisinnigen trotz aller postulierten Parteiunabhängigkeit wesentlichen Einfluss. Denn die Zeitung wurde fortan von einem Dreierausschuss geleitet mit je einem Vertreter der Freisinnigen, Daniel Witzig, der Demokraten, Georg Casal, und einem Parteilosen, Hanspeter Lebrument, dem späteren Konzernchef der Südostschweiz Mediengruppe. Die Freisinnigen hatten sich sogar ausbedungen, die Nachfolge ihres Vertreters bestimmen zu können.

### Farbdruck erreicht Bündner Zeitungswesen
Die «Bündner Zeitung» startete auf einer 48-Seiten-Rotationsdruckmaschine, wie sie in Graubünden bisher ungesehen war, und konnte nun auch farbige Seiten anbieten. Diese Möglichkeit wurde allerdings nur für die Inserateseiten genutzt. Erst mit der nachfolgenden Südostschweiz kam das Bündnerland 1997 in den Genuss einer bunten Tageszeitung.

### Kantonsregierung vs. «Bündner Zeitung»: Debatte um Pressefreiheit
Der Wechsel von der betulichen Parteipresse zum verkaufsorientierten Recherchejournalismus wurde sichtbar anhand einer Affäre zwischen der Kantonsregierung und der «Bündner Zeitung». Die Regierung hatte 1976 Richtlinien erlassen, die ihr ermöglichten, eifrige Rechercheure mit einem Informationsboykott zu bestrafen. Die Schweizer Medien kritisierten den Erlass heftig. In Graubünden protestierte einzig die «Bündner Zeitung», während das konservative Bündner Tagblatt die Zähmung der recherchierfreudigen Konkurrenz begrüsste. Die «Bündner Zeitung» fand harsche Worte: «Die staatliche Kontrolle über die Presse wird in Graubünden übermächtig. Die regional-amtliche Berichterstattung wird in Zukunft näher bei der östlich-kommunistischen Auffassung denn beim westlich-freiheitlichen Zeitungsverständnis sein.»

### Kantonsregierung findet «Bündner Zeitung» reisserisch
Regierungspräsident Kuoni bekannte sich vor dem Grossen Rat (Kantonsparlament) zur Pressefreiheit, beklagte aber das «Adversary-System», gemäss dem die Presse die Behörden zunehmend kritisiere. Auch warf er der «Bündner Zeitung» einige Fälle vor, bei denen sie unsachgerecht informiert habe zugunsten einer reisserischen Darstellung.

### Bundesgericht kann nichts machen gegen Regierungsrichtlinien
Die «Bündner Zeitung» und die Schweizerische Journalisten-Union reichten gegen die Richtlinien eine staatsrechtliche Beschwerde ein. Diese wurde aber 1978 vom Bundesgericht in Lausanne abgewiesen. Die Richter gaben zu verstehen, dass ihnen die fraglichen Richtlinien auch nicht behagten, aber sie seien im Einklang mit dem geltenden Recht, da die übergeordneten Gesetze keine Informationspflicht der Behörden vorsähen. Die «Bündner Zeitung» erwog, ihre Klage an den Europäischen Gerichtshof für Menschenrechte in Strassburg weiterzuziehen. Dieser Schritt wurde dann aber unterlassen. Die Regierung wandte die umstrittenen Paragraphen nur zurückhaltend an, wodurch sich das Verhältnis zwischen «Bündner Zeitung» und Kantonsbehörden entspannte.

### Beschleunigte Expansion der «Gasser AG»
1978 expandierte die «Gasser AG» über die Kantonsgrenze und übernahm das Oberländer Tagblatt in Sargans im St. Galler Rheintal. Das zugekaufte Blatt erschien fortan mit einem Mantelteil aus der Redaktion der «Bündner Zeitung». Von 1975 bis 1985 vermochte die «Bündner Zeitung» ihre Auflage um 40 Prozent zu steigern. Dies erlaubte der «Gasser AG» zahlreiche wöchentlich erscheinende Lokalblätter zu übernehmen oder zu gründen. Diese Ereignisse werden im Artikel über die Gasser AG beschrieben. 1986 lancierte die «Gasser AG» das Gratisblatt «Monopoly», das nach einem halben Jahr in Bündner-Woche umbenannt wurde. Gleichzeitig erlebte das konkurrierende Bündner Tagblatt seinen Niedergang und eine wundersame Rettung durch den SVP-Leader und Milliardär Christoph Blocher, bevor auch dieses 1996 an die «Gasser Media AG» geht.

### Grosser Coup schafft überregionale Presseallianz
1997 übernahm die «Gasser Media AG» die Glarner Nachrichten, den Gasterländer und die Seepresse. Kurz darauf gründete sie mit den Tageszeitungsverlagen des Kantons Schwyz die neue Zeitung Die Südostschweiz. Die «Bündner Zeitung» wurde umgewandelt zur Regionalausgabe Graubünden der «Südostschweiz». Diese Regionalausgabe erreichte im Jahr 2000 eine Auflage von 40.008 Exemplaren. In Chur wird der überregionale Mantelteil der «Südostschweiz» hergestellt. 1998 protestierten Medienverbände und Gewerkschaften gegen die Machtkonzentration in den Händen von «Südostschweiz»-Verleger Hanspeter Lebrument, indem sie das Extrablatt Die Monopolschweiz an alle Haushaltungen in Graubünden verteilten. Daniel Foppa hält fest: «Chur ist dank der Südostschweiz innerhalb kurzer Zeit zur bedeutendsten Medienstadt der Ostschweiz aufgestiegen.»

## Chefredaktoren und Ko-Chefredaktoren der «Bündner Zeitung»
Frühere Chefredaktoren, siehe Neue Bündner Zeitung (1892–1974).
- 1974–1976 Georg Casal
- 1974–1979 Daniel Witzig
- 1974–1980 Hanspeter Lebrument
- 1981–1991 Stefan Bühler
- 1992–1997 Andrea Masüger

Fortsetzung, siehe Die Südostschweiz.